# Flagrants Délires
Pour l’article ayant un titre homophone, voir Flagrant délire.
Cet article possède des paronymes, voir Flagrant délit et Le Tribunal des flagrants délires.
Flagrants Délires est un groupe de rock français, originaire de Pradines, dans le Lot. Il est composé de sept musiciens (deux guitaristes, un bassiste, un claviériste, un accordéoniste, un trompettiste, un tromboniste et un batteur percussionniste. Avec des influences comme Renaud, Jacques Brel, Georges Brassens, mais aussi Manu Chao, ce groupe s'inscrit dans le registre de la chanson française sur une base plutôt rock. Cette formation est reconnue pour ces concerts festifs et tres énergiques.

## Biographie

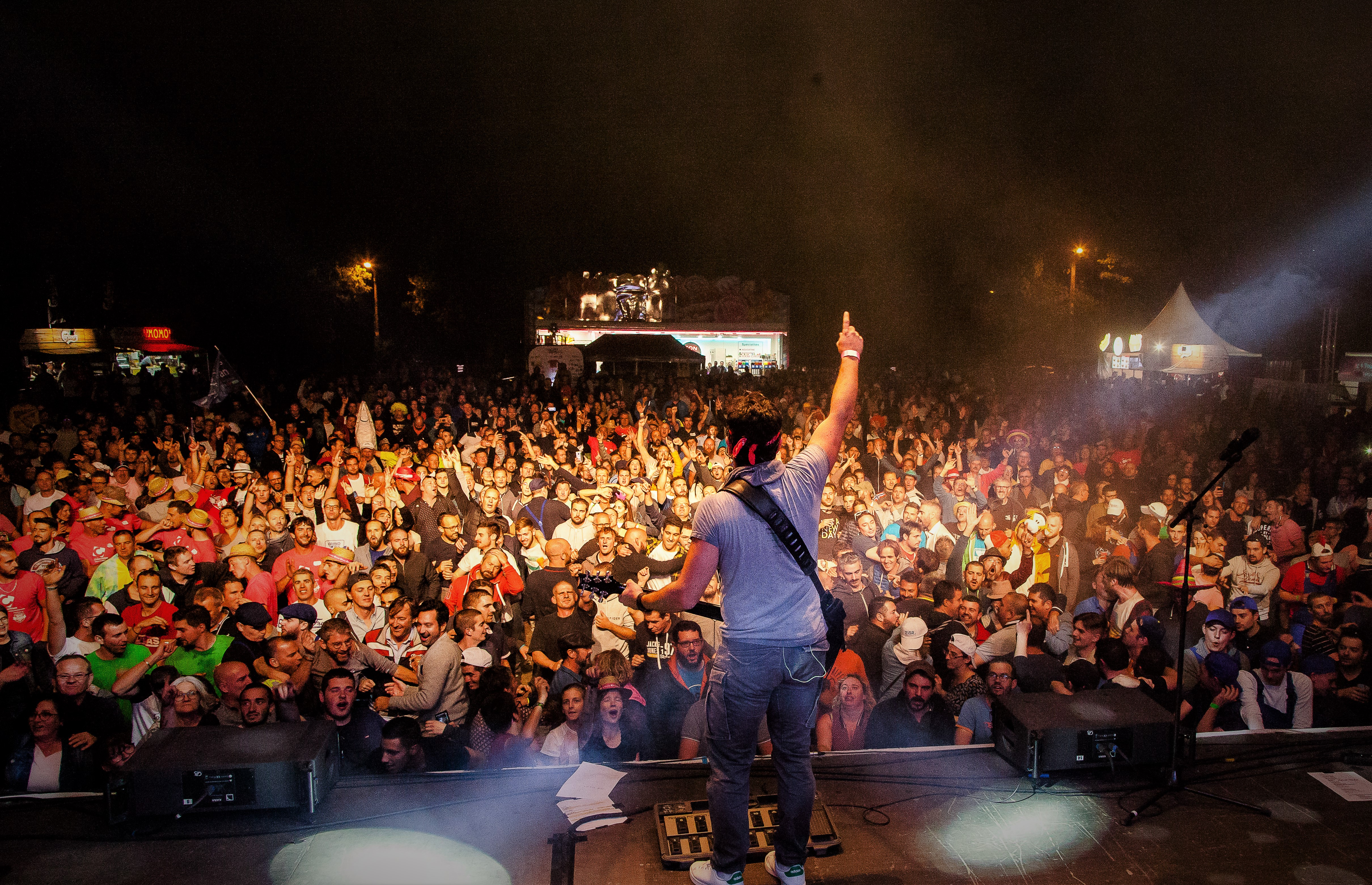
Flagrants Délires, au Grand prix de La Meule Bleue (circuit des 24h du Mans).

Fondé à Pradines, dans le département du Lot, dans les années 2000, le groupe a l'occasion de faire chanter et sauter son public dans la plupart des villes de L'hexagone et de nombreux festivals francais les ont intégré dans leur programmation. (Festival de Poupet en première partie de Ska-P, Feria de Dax, Fêtes de Bayonne,Festival de Bugueles, , Chartres Estivales, Pop Cornes, Franboucan, Grande Bordée, Festi Coat, Festival du Mehnir...etc...)Deux frères sont à l'origine de la création du groupe, Julien, le chanteur guitariste et Jérôme, le batteur.
Le 7 avril 2017 sort leur cinquième album, Au secours maman sur lequel figurent des titres comme Au secours maman (petite satire à la téléréalité), À notre liberté (hommage aux attentats de Nice), et Metiss qui est dédiée à Nelson Mandela. En 2018, le groupe Flagrants Délires participe aux « échappées belles » du grand prix de la Meule bleue.. Ils se produiront alors sur plusieurs étapes de cette manifestation dans le courant de l'année 2018 comme le Mont Saint-Michel, Nantes, Albi, et Arcachon. Cette tournée sera clôturée sur le circuit des 24 Heures du Mans le 21 septembre 2019 et Flagrants Délires se produit aux côtés de Patrick Sébastien, Magic System devant plus de 10 000 personnes[réf. nécessaire]. De cette aventure naît la chanson En meule bleue qui devient l'hymne officiel de l’événement. Le clip sera vu plusieurs centaines de milliers de fois.
En 2020, le groupe sort son sixième opus, La Terre nous suffira, réalisé par Michel Aymé, guitariste reconnu ayant accompagné Pascal Obispo, Florent Pagny, Yannick Noah et d'autres. Une collaboration sur les arrangements et le mixage de cet album qui propose de nouveaux horizons musicaux, en gardant le style qui les a fait connaître. Gambeat, DJ et bassiste de Manu Chao participe à la présence vocale sur la chanson Rue de la Lune. Les élèves de CE1, CE2 et CM1 de l'école Jean Moulin de Pradines participent également au projet en enregistrant leur voix sur la chanson-titre La Terre nous suffira. En 2021, le groupe repart en tournée avec deux nouveaux musiciens, un trompettiste et un tromboniste.
Le groupe est actuellement en studio, et un nouvel album en préparation devrait voir le jour en septembre 2025.

## Style musical et thèmes

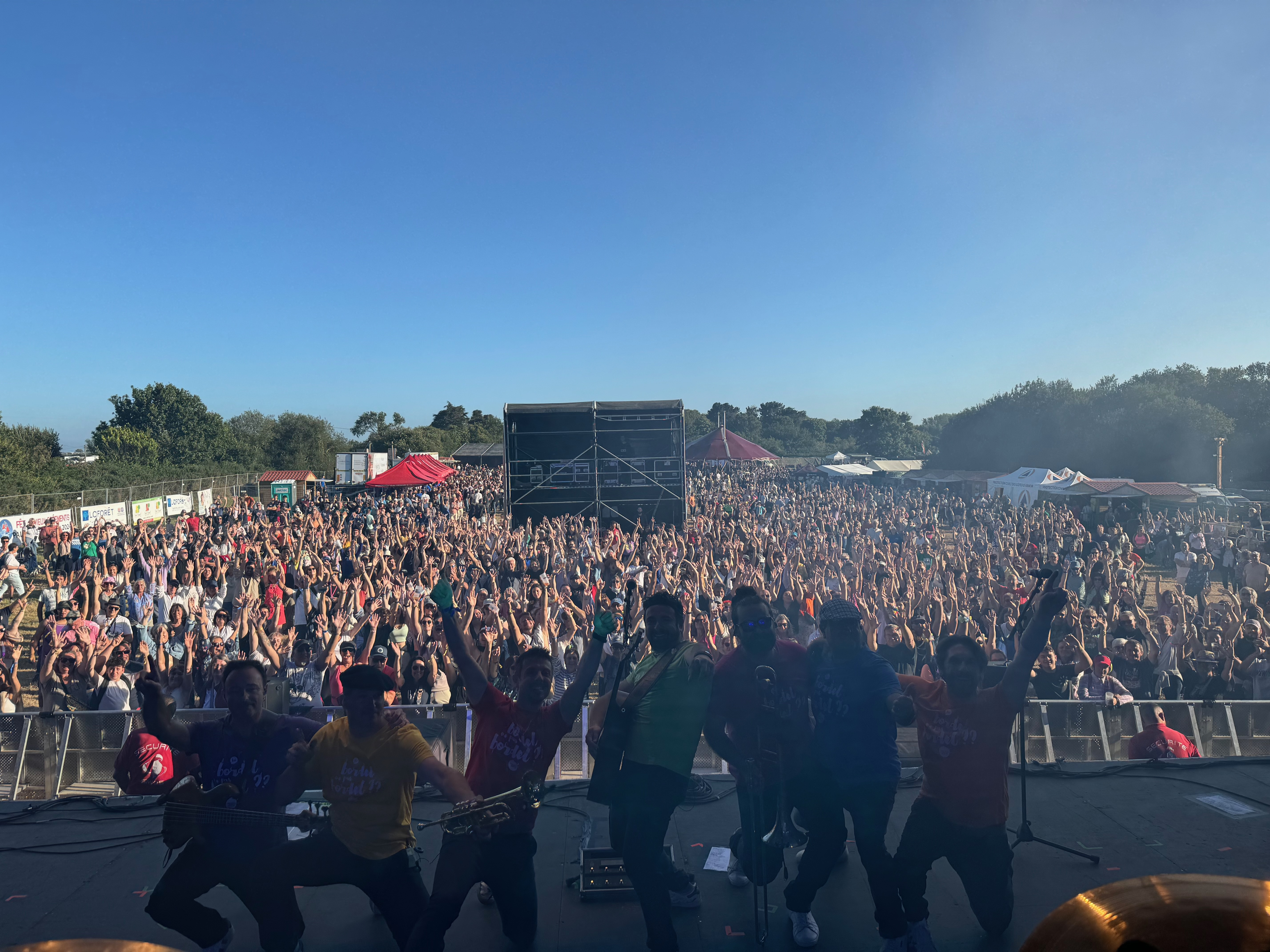
FLAGRANTS DELIRES, BUGUELES FESTIVAL Edition 2024

Depuis sa création, le groupe mélange à son répertoire de scène compositions et reprises toujours sur des rythmes endiablés. Ainsi, le répertoire d'Édith Piaf, Jacques Brel, Nino Ferrer, et Charles Aznavour est quelquefois revisité à la sauce festive le temps d'un concert.
Leurs compositions chantées en français avec une pointe d'accent sont nées de l'analyse de la vie par 5 compères attachés à leur terre de prédilection, le Sud-Ouest. Leurs thèmes sont l'humour, la dérision, la bonne vie, le soleil, mais aussi quelques coups de gueule contre les égoïstes et la barbarie humaine. Quelques titres évocateurs comme Drapeau Blanc, Multicooler, Tranquille, Je m'y voyais bien, Ceux qui parlent…, illustrent cet état d’esprit. Cependant, des morceaux humoristiques comme « Blanche neige et Cendrillon, Interville, La Couche d'eau Jaune, Simone, La Dernière marche de l'escalier et La Tête sous nos pieds.
La scene est une priorité pour le groupe FLAGRANTS DELIRES et les concerts font preuve d'énergie débordante et son tres interactifs avec le public. Le groupe a eu l’honneur de partager la scène avec :
CLAUDIO  CAPEO,  CALI,  SKA-P,  BOULEVARD  DES AIRS,  SINSEMILIA,  ELMER  FOOD  BEAT,  JEAN-BAPTISTE  GUEGAN,  LES NEGRESSES  VERTES, TAGADA JONES, LA Brigade du Kiff, La Pegatina, Che Sudaka, Collectif  Métissé,  Soldat  Louis,  Les  années  80,Gauvain  Sers,  Tibz,  Cats  on  Trees,  La  petite  culotte, Wazoo,  Huntza,  Emile  et  Images,  Délinquantes, La Ruda, La Déryves...et bien d'autres !

## Discographie
- 2005 : Les Rois du pétrole (10 titres)
- 2008 : La Couche d'eau jaune (14 titres)
- 2011 : Multicooler (14 titres)
- 2014 : Les Jambes en l'air (16 titres)
- 2017 : Au secours maman (16 titres)
- 2020 : La Terre nous suffira (12 titres)
- 2025:7ième album à venir